# オディロ・グロボクニク
オディロ・ロタール・ルドヴィクス・グロボクニク（Odilo Lothar Ludovicus Globocnik、1904年4月21日 ‐ 1945年5月31日?）は、オーストリア及びドイツの政治家、官僚。最終階級は親衛隊中将及び警察中将。「グロボチュニク」、「グロボツニク」などの表記も散見する。愛称はグローブス。
オーストリア・ナチ党で頭角を現し、アンシュルス後にはナチ党ウィーン大管区指導者を務めた。第二次世界大戦中には親衛隊（SS）将官としてポーランド・ルブリン地区親衛隊及び警察指導者を務め、150万人以上のユダヤ人を殺害したラインハルト作戦（ユダヤ人のゲットーを解体して絶滅収容所へ移送する計画）の執行にあたった。

## 経歴

### アンシュルス前
当時オーストリア＝ハンガリー帝国領だったトリエステ（ドイツ語発音はトリエスト）にオーストリア＝ハンガリー帝国陸軍騎兵大尉フランツ・グロボクニク（Franz Globočnik）とその妻アンナ（Anna）の息子として生まれる。
オディロも陸軍幼年学校に入ったが、第一次世界大戦の影響でオーストリアのケルンテンのクラーゲンフルトへ移り、文官の高校へ入学した。
卒業後、ケルンテンで建築士の仕事をした。1922年にオーストリア・ナチ党に入党。1931年3月1日にはドイツ・ナチ党にも入党（党員番号412,938、後に442,939）している。また1934年9月1日に親衛隊（SS）の隊員となる（隊員番号292,776）。オーストリアでのグロボクニクは、オーストリア・ナチ党とドイツ・ナチ党との連絡役を務めていた。1934年末頃にはドイツ・ナチス党のSD長官ラインハルト・ハイドリヒのオーストリアでの密接な連絡者になっていた。1936年7月16日にはアドルフ・ヒトラーのベルヒテスガーデンの山荘に招かれており、オーストリア・ナチ党が非合法活動から手を引くことを求められた。
グロボクニクは、フリードリヒ・ライナーやエルンスト・カルテンブルンナーに近い立場をとっており、当初はオーストリア・ナチ党の合法化に固執しなかった。1933年から1935年にかけてグロボクニクは4度にわたりオーストリア警察から逮捕されている。しかしその後、ライナー・カルテンブルンナー・グロボクニクらは、合法路線のアルトゥル・ザイス＝インクヴァルトらと連携し、ザイス＝インクヴァルトのナチス党政権をつくることに尽力した。

### ナチス政権下
アンシュルス（オーストリア併合）直後の1938年3月からウィーン地区のドイツ国会議員となる。3月12日には親衛隊大佐に昇進し、親衛隊上級地区「ドナウ」司令官エルンスト・カルテンブルンナーの幕僚となる。
1938年4月10日からウィーン選挙区選出の国会議員となる。
同年5月22日にナチス党のウィーン大管区指導者に任じられたが、外国為替違法投機を行ったことにより、1939年1月30日をもってウィーン大管区指導者を免ぜられ、後任にはヨーゼフ・ビュルケルが就任した。
しかしSS長官ハインリヒ・ヒムラーからは許された。この後、グロボクニクは名誉回復の場を求めるようになり、親衛隊特務部隊に入隊を希望し、1939年3月から第2連隊「ゲルマニア」に入隊した。一般親衛隊での階級の継承は認められず、親衛隊少尉としての勤務であった。
- ウィーン大管区指導者時代のグロボクニク。1938年
- ウィーン大管区指導者時代のグロボクニク(中央の制服姿の人物)。1938年11月

### 第二次世界大戦中
ドイツ軍のポーランド侵攻の際にも「ゲルマニア」に従軍した。占領後の1939年11月9日、ヒムラーはグロボクニクに再度チャンスを与えた。グロボクニクは、ポーランドルブリン地区の親衛隊及び警察指導者を命じられた。グロボクニクは、名誉回復のためにもここで与えられた任務ホロコーストを忠実に実行する。
ベウジェツ強制収容所、ソビボル強制収容所、トレブリンカ強制収容所の三大絶滅収容所の設置に携わった。ポーランド総督府領内のユダヤ人を三大絶滅収容所へ送り込んでガス殺する「ラインハルト作戦」の執行は、グロボクニクに委ねられていた。グロボクニクはヒムラーへの報告書の中で「ラインハルト作戦」の任務について「Aユダヤ人の移住(殺害)、Bユダヤ人の労働力の活用、C物財の活用、D隠匿された有価物と不動産収用」の4つをあげている。
グロボクニクは、ポーランド総督府領全体の親衛隊及び警察高級指導者フリードリヒ・ヴィルヘルム・クリューガー親衛隊大将の指揮下にあったが、「ラインハルト作戦」の執行においては親衛隊全国指導者ハインリヒ・ヒムラーに直属するとされ、クリューガーの指揮は受けなかった。さらに「ラインハルト作戦」を実質的に指揮したのは、グロボクニクの副官であるヘルマン・ヘフレ親衛隊大尉であった。彼が各地域の親衛隊及び警察指導者と調整しながら、ゲットーのユダヤ人の絶滅収容所への移送を指揮した。またベウジェツ・ソビボル・トレブリンカの三大絶滅収容所の管理は、クリスティアン・ヴィルトに委ねられていた。150万人以上のユダヤ人がラインハルト作戦によって殺害された。
1942年11月9日、親衛隊中将及び警察中将に昇進。
ベニート・ムッソリーニが失脚し、ドイツ軍がイタリアへ侵攻した後の1943年9月にグロボクニクは、生まれ故郷のトリエステ（この頃はイタリアのフリウリ＝ヴェネツィア・ジュリア州となっていた）に配属され、イタリアの親衛隊及び警察最高級指導者カール・ヴォルフの下でアドリア海岸作戦地域の親衛隊及び警察高級指導者となった。ここでの彼の任務はパルチザンの掃討が主であったが、同時にイタリア国内でユダヤ人狩りも行っている。しかし連合軍が接近してくると、グロボクニクはオーストリアのケルンテン州へ逃亡。少数の親しい者と一緒にヴァイセンゼー（ケルンテン）近くの山小屋に身を隠すようになった。
ドイツ敗戦後の1945年5月31日、グロボクニクはイギリス軍により見つけ出されて逮捕されたが、その日のうちにパテルニオンにおいてシアン化物のカプセルを服用して自殺したとされる。なお彼が死んだ証拠とされる写真には偽造説があり、グロボクニクは、金や宝石と引き換えにイギリス兵を買収して逃れたのではないかともいわれる。また他のナチ戦犯とともにシリアで生涯を終えたなどともいわれるが、真相は不明。本稿では死亡日は一般的な1945年5月31日とする。
- ルブリン親衛隊及び警察指導者時代のグロボクニク（コートの人物）。当時は親衛隊少将。 1940年
- アドリア海岸作戦地域親衛隊及び警察高級指導者時代のグロボクニク（左）。中央はフリードリヒ・ライナー（ドイツ語版）、右はルートヴィヒ・キュブラー（ドイツ語版）。1943年～1945年のイタリア。

## スラブ人疑惑
グロボクニクはスラブ系（スロベニア系）の姓で、父はスロベニア人、母はセルビア人とクロアチア人のハーフである。なお、ナチスの人種理論ではスロベニア人を含むスラブ人は「劣等人種」（Untermenschen）の扱いであった。
このようにドイツ系とは言いがたい血筋であり、国際メディアやナチ党員までもが「スラブ人」のグロボクニクを馬鹿にしていたが、本人は「スラブ化されたドイツ人」「ゲルマン人」と頑なに主張し、同志のヒムラーの庇護などによりその主張は認められていた。

## 人物
- 身長は176センチ[4]。
- 信仰はもともとはローマ・カトリックだったが、親衛隊入隊後には親衛隊の規則に従ってキリスト教会を離れた[4]。

## キャリア

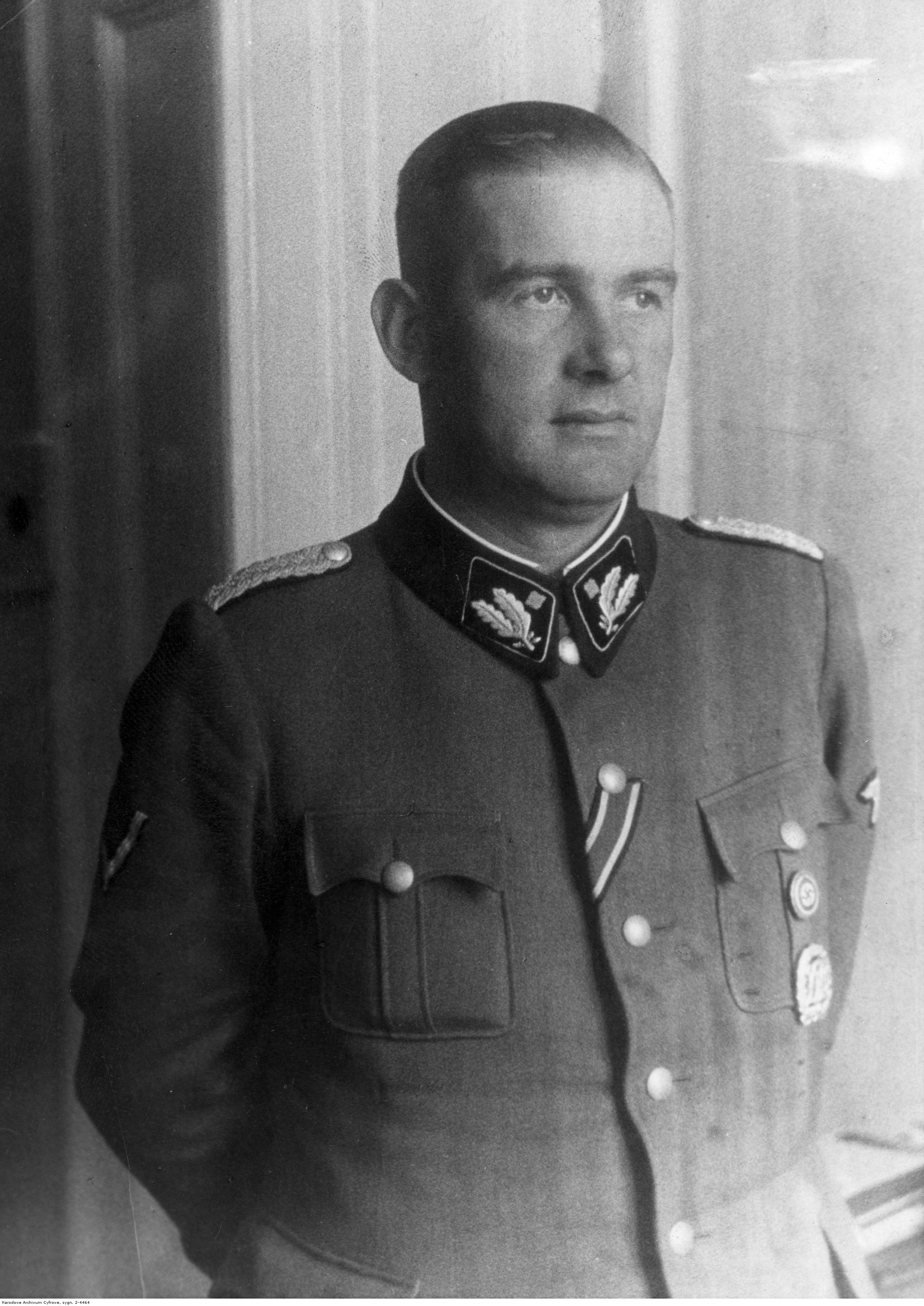
親衛隊少将の頃のグロボクニク。

### 階級
- 1937年11月9日 - 親衛隊少尉
- 1938年5月23日 - 親衛隊大佐
- 1938年9月28日 - 親衛隊上級大佐
- 1939年6月3日 - 親衛隊特務部隊予備役兵長
- 1939年不詳 - 親衛隊特務部隊予備役軍曹
- 1939年11月1日 - 親衛隊特務部隊予備役少尉
- 1939年11月18日 - 親衛隊少将
- 1941年9月26日 - 警察少将
- 1942年11月9日 - 親衛隊中将及び警察中将[1]

### 受章
- 親衛隊全国指導者名誉長剣（1938年12月1日）
- 黄金ナチ党員バッジ（1939年1月30日）
- 親衛隊名誉リング（1939年8月）
- 1938年3月13日記念メダル（不詳）
- 1938年10月1日記念メダル（1939年9月）
- ナチ党勤続章
  - 銅賞（Bronze）（日付不詳）
  - 銀章（Silber）（日付不詳）
- 二級鉄十字章(1939年版)（1943年9月）
- 一級鉄十字章(1939年版)（1944年6月6日）
- 一級及び二級戦功十字章
  - 二級（日付不詳）
  - 一級（1942年4月21日）
- パルチザン掃討章銀章（1944年9月17日）
- ドイツ十字章
  - 銀章（1945年1月20日）
  - 金章（1945年2月7日）
- 星・剣付き一級ズヴォニミル王冠勲章（英語版）（独立クロアチア勲章）（1944年11月14日）[4]